# Wereldkampioenschap softbal
Het Wereldkampioenschap softbal is een softbaltoernooi voor nationale landenteams, een voor mannen en een voor vrouwen, dat vanaf 2013 onder auspiciën van de World Baseball Softball Confederation (WBSC) wordt georganiseerd. Tot 2013 was de Internationale Softbal Federatie (ISF) de verantwoordelijke sportbond.

## Mannen
Het mannenkampioenschap vond zestien keer plaats. Het eerste toernooi was in 1966 in Mexico-Stad, Mexico. De volgende veertien vonden plaats in Canada (4x), de Filipijnen (2x), Nieuw-Zeeland (3x), de Verenigde Staten (4x) en Zuid-Afrika (1x). In 2019 was voor het eerst een Europees land gastheer voor dit kampioenschap, de zestiende editie vond plaats in de steden Praag en Havlíčkův Brod in Tsjechië.
Na de tweede editie in 1968 werd het een vierjaarlijks toernooi, met een jaar extra tussen 2004 en 2009. Vanaf 2013 is het een tweejaarlijks toernooi geworden.
In 1976 werden drie landen (Canada, Nieuw-Zeeland en de Verenigde Staten) als wereldkampioen aangewezen omdat vanwege regen op de slotdag de plaatsingswedstrijden niet gespeeld konden worden. Recordkampioen is Nieuw-Zeeland met zeven titels, de Verenigde Staten met vijf en Canada met vier. De beide overige titels werd door Argentinië en Australië gewonnen.
In totaal namen er 44 leden van de WBSC (voorheen ISF) een of meerdere keren deel aan deze kampioenschappen. Het Nederlands softbalteam (of, volgens recente benaming, “Team Kingdom of the Netherlands”) eindigde bij hun zeven deelnames tweemaal op de dertiende plaats (1996 en 2019), de hoogst bereikte eindpositie. Het softbalteam van de Nederlandse Antillen werden bij hun enige deelname (1984) elfde.

### Medaillewinnaars
| Jaar | Gaststad, Land                   | AD | Wereldkampioen                            | Uitslag finale                            | 2e plaats                                 | 3e plaats                                 |  |
| ---- | -------------------------------- | -- | ----------------------------------------- | ----------------------------------------- | ----------------------------------------- | ----------------------------------------- |  |
| 1966 | Mexico-Stad, Mexico              | 11 | Verenigde Staten                          | 6-0                                       | Mexico                                    | Nieuw-Zeeland                             |  |
| 1968 | Oklahoma City, Verenigde Staten  | 10 | Verenigde Staten                          | 4-0                                       | Canada                                    | Mexico                                    |  |
| 1972 | Manilla, Filipijnen              | 10 | Canada                                    | 1-0                                       | Verenigde Staten                          | Nieuw-Zeeland                             |  |
| 1976 | Lower Hutt, Nieuw-Zeeland        | 07 | Canada, Nieuw-Zeeland, Verenigde Staten * | Canada, Nieuw-Zeeland, Verenigde Staten * | Canada, Nieuw-Zeeland, Verenigde Staten * | Canada, Nieuw-Zeeland, Verenigde Staten * |  |
| 1980 | Tacoma, Verenigde Staten         | 14 | Verenigde Staten                          | 3-0                                       | Canada                                    | Bahamas                                   |  |
| 1984 | Midland, Verenigde Staten        | 16 | Nieuw-Zeeland                             | 3-1                                       | Canada                                    | Verenigde Staten                          |  |
| 1988 | Saskatoon, Canada                | 14 | Verenigde Staten                          | 4-0                                       | Nieuw-Zeeland                             | Canada                                    |  |
| 1992 | Manilla, Filipijnen              | 17 | Canada                                    | 5-3                                       | Nieuw-Zeeland                             | Verenigde Staten                          |  |
| 1996 | Midland, Verenigde Staten        | 22 | Nieuw-Zeeland                             | 4-0                                       | Canada                                    | Japan                                     |  |
| 2000 | Oost-Londen, Zuid-Afrika         | 16 | Nieuw-Zeeland                             | 2-1                                       | Japan                                     | Verenigde Staten                          |  |
| 2004 | Christchurch, Nieuw-Zeeland      | 15 | Nieuw-Zeeland                             | 9-5                                       | Canada                                    | Australië                                 |  |
| 2009 | Saskatoon, Canada                | 16 | Australië                                 | 5-0                                       | Nieuw-Zeeland                             | Canada                                    |  |
| 2013 | Auckland, Nieuw-Zeeland          | 16 | Nieuw-Zeeland                             | 4-1                                       | Venezuela                                 | Australië                                 |  |
| 2015 | Saskatoon, Canada                | 15 | Canada                                    | 10-5                                      | Nieuw-Zeeland                             | Venezuela                                 |  |
| 2017 | Whitehorse, Canada               | 16 | Nieuw-Zeeland                             | 6-4                                       | Australië                                 | Canada                                    |  |
| 2019 | Praag + Havlíčkův Brod, Tsjechië | 16 | Argentinië                                | 3-2 (10)                                  | Japan                                     | Canada                                    |  |

* Finaledag verregend, drie landen tot wereldkampioen verklaard.

#### Statistiek
Op de zestien kampioenschappen veroverden negen landen ten minste een keer een medaille.
| Land             | Goud | Zilver | Brons | Totaal |
| ---------------- | ---- | ------ | ----- | ------ |
| Nieuw-Zeeland    | 7    | 4      | 2     | 13     |
| Verenigde Staten | 5    | 1      | 3     | 09     |
| Canada           | 4    | 5      | 4     | 13     |
| Australië        | 1    | 1      | 2     | 04     |
| Argentinië       | 1    | 0      | 0     | 01     |
| Japan            | 0    | 2      | 1     | 03     |
| Mexico           | 0    | 1      | 1     | 02     |
| Venezuela        | 0    | 1      | 1     | 02     |
| Bahamas          | 0    | 0      | 1     | 01     |

## Vrouwen
Het vrouwenkampioenschap vond zestien keer plaats. Het is, na het olympisch softbaltoernooi (met toernooien in 1996, 2000, 2004, 2008 en 2020), het belangrijkste toernooi voor vrouwenlandenteams in softbal.
Het eerste toernooi vond plaats in 1965 in Melbourne, Australië. Voor de volgende toernooien waren negen landen gastheer. In Canada vonden vier kampioenschappen plaats, in Japan drie en in de Verenigde Staten twee. Respectievelijk El Salvador, Taiwan, Nieuw-Zeeland, China, Venezuela en Nederland waren eenmaal organisator. Na de tweede editie in 1970 werd het een vierjaarlijks toernooi. Vanaf 2010 is er overgeschakeld naar een tweejaarlijkse cyclus.
Aan de eerste editie namen vijf landen deel. Op het speelschema van 2016 stond een record aantal van 31 landen vermeld, drie meer dan in 1994.
Het Nederlands softbalteam (of, volgens recente benaming, “Team Kingdom of the Netherlands”) eindigde bij hun deelnames tweemaal als vierde (2024 en 2016), een keer als vijfde (1974) en tweemaal als zesde (2012 en 2014) als hoogste eindklasseringen.

### Medaillewinnaars
| Jaar | Gaststad, Land              | AD | Wereldkampioen   | Uitslag finale | 2e plaats        | 3e plaats     |  |
| ---- | --------------------------- | -- | ---------------- | -------------- | ---------------- | ------------- |  |
| 1965 | Melbourne, Australië        | 5  | Australië        | 1-0            | Verenigde Staten | Japan         |  |
| 1970 | Osaka, Japan                | 10 | Japan            | 1-0            | Verenigde Staten | Filipijnen    |  |
| 1974 | Stratford, Verenigde Staten |    | Verenigde Staten | 3-0            | Japan            | Australië     |  |
| 1978 | San Salvador, El Salvador   |    | Verenigde Staten | 4-0            | Canada           | Nieuw-Zeeland |  |
| 1982 | Taipei, Taiwan              |    | Nieuw-Zeeland    | 2-0            | Taiwan           | Australië     |  |
| 1986 | Auckland, Nieuw-Zeeland     | 12 | Verenigde Staten | 2-0            | China            | Nieuw-Zeeland |  |
| 1990 | Normal, Verenigde Staten    | 20 | Verenigde Staten | *              | Nieuw-Zeeland    | China         |  |
| 1994 | St. John's, Canada          | 28 | Verenigde Staten | 6-0            | China            | Taiwan        |  |
| 1998 | Fujinomiya, Japan           | 17 | Verenigde Staten | 1-0            | Australië        | Japan         |  |
| 2002 | Saskatoon, Canada           | 16 | Verenigde Staten | 1-0            | Japan            | Taiwan        |  |
| 2006 | Peking, China               | 16 | Verenigde Staten | 3-0            | Japan            | Australië     |  |
| 2010 | Caracas, Venezuela          | 16 | Verenigde Staten | 7-0 (5)        | Japan            | Canada        |  |
| 2012 | Whitehorse, Canada          | 16 | Japan            | 2-1 (10)       | Verenigde Staten | Australië     |  |
| 2014 | Haarlem, Nederland          | 16 | Japan            | 4-1            | Verenigde Staten | Australië     |  |
| 2016 | Surrey, Canada              | 31 | Verenigde Staten | 7-3            | Japan            | Canada        |  |
| 2018 | Chiba, Japan                | 16 | Verenigde Staten | 7-6 (10)       | Japan            | Canada        |  |

* 1990: Vanwege regen werd de grote finale niet gespeeld. De Verenigde Staten werd als wereldkampioen aangewezen op basis van hun eerste plaats in de groepsfase (door middel van een halve competitie gespeeld).

#### Statistiek
Op de zestien kampioenschappen veroverden acht landen ten minste een keer een medaille.
| Land             | Goud | Zilver | Brons | Totaal |
| ---------------- | ---- | ------ | ----- | ------ |
| Verenigde Staten | 11   | 4      | 0     | 015    |
| Japan            | 03   | 6      | 2     | 011    |
| Australië        | 01   | 1      | 5     | 007    |
| Nieuw-Zeeland    | 01   | 1      | 2     | 004    |
| China            | 0    | 2      | 1     | 003    |
| Canada           | 0    | 1      | 3     | 004    |
| Taiwan           | 0    | 1      | 2     | 003    |
| Filipijnen       | 0    | 0      | 1     | 001    |